# 이치노미야촌 (오카야마현 미쓰군)
이치노미야촌(一宮村)은 일본 오카야마현 미쓰군에 있던 촌이다. 현재의 오카야마시의 일부에 해당한다.

## 역사
- 1889년 6월 1일 - 정촌제 시행에 의해 쓰다카군 이치노미야촌이 발족하였다.
- 1900년 4월 1일 - 쓰다카군과 미노군이 합병해 미쓰군이 되었다.
- 1955년 1월 1일 -  마야시모촌, 히라쓰촌과 합병해 이치노미야정이 발족, 동일 이치노미야촌은 폐지되었다.

## 교통

### 철도
- 일본국유철도
  - 기비선